# Станиша Стошић
Станиша Стошић (Врбово, код Владичиног Хана, 26. јул 1945 — Београд, 8. април 2008) био је певач српске народне музике познат по интерпретацијама песама врањског мелоса.
Рођен је 1945. године у селу Врбово код Владичиног Хана.
Његова најпознатија песма је „Лела Врањанка“.

## Каријера
Станиша Стошић је заволео јужњачки мелос у Учитељској школи у Врању, где је свирао виолину, био солиста у хору и имао прве часове певања.
Постоји заблуда да је Стошић био први мушкарац који је певао врањанске песме. У ствари, много пре Стошића, врањанске песме певао је и снимао нпр. Мијат Мијатовић.
О својим почецима Станиша је рекао:
Када сам се определио за певање, знао сам ко су ми били прадедови, шта су певали и шта значе корени. Ми смо тај појам заборавили, а он је јако битан у опстанку сваког народа. Певач треба да остане у границама свог завичаја.
Станиша је први пут запевао 1963. године у Радио Београду, чији је остао дугогодишњи сарадник.
Каријеру је градио широм република бивше Југославије и свету.
Године 1966. Станиша је победио на фестивалу „Златиборски нарцис“ са песмом „Стојанке, бела Врањанке“.
Легендарну песму „Лела Врањанка“, Станиша је снимио 1972. године.
Иако многи мисле да је ово изворна песма, аутор текста песме је Драган Токовић.
Мелодија је оригинално грчка (песма Misirlou тј. у преводу Мисирка, Египћанка) и искоришћена је између осталог у филму „Петпарачке приче“, Квентина Тарантина.
Станиша се оженио у 43. години.
По сопственим речима "супруга Љиљана и синови Стефан и Душан, су му уз пријатеље, били највећи иметак.".
Године 2007. Станиша је добио посебно доживотно признање Министарства културе Србије.
Преминуо је после дуге и тешке болести 8. априла 2008. године у Београду, а сахрањен је у Алеји заслужних грађана на Новом гробљу у Београду.
Од 2009. године трг испред врањског музеја носи име по њему, а 2012. године испред музеја је постављена и његова биста.

## Цитати и критике
- Због својих интерпретација, Стошић је добио надимак српски Павароти.
- Такође звали су га и "татко за јужњачки мелос."[5]
- Једном га је један ТВ водитељ најавио: "... Сада ће вам Станиша Стошић отпевати једну песму, а када Станиша Стошић пева, то је један мали час лепог певања за гледаоце, али и за многе певаче“.

## Албуми
Његови најзапаженији албуми били су:
- Антологија врањанских народних песама
- Моје најлепше песме и
- Жал за младос'

## Фестивали
- 1966. Златиборски нарцис - Стојанке, бела Врањанке, победник фестивала
- 1970. Соко Бања - Песма Србији
- 1970. Београдски сабор - Девојко звезданко
- 1971. Београдски сабор - Врати ми сузе среће
- 1973. Београдски сабор - Стани зоро
- 1974. Београдски сабор - Ту где су они пали
- 1976. Београдски сабор - Срце моје
- 1976. Илиџа - Врањанка
- 1978. Хит парада - Сањ'о сам те
- 1979. Хит парада - Далеко ти лепа кућа
- 1995. МЕСАМ - Пиле моје, прва награда стручног жирија и друга награда публике
- 1996. Ваљевски фестивал, Ваљево - Мој мелеме

## Песме
Станиша је живот посветио завичајним песмама.
Његове песме су пуне чежње, туге, љубави и патње.
У његове најпознатије песме се убрајају:
- Лела Врањанка
- Због тебе моме убава
- Симбил цвеће
- Отвори ми бело Ленче
- Милкано
- Петлови појев
- Пуче пушка
- Димитријо, сине Митре
- Шано душо, Шано мори
- Коштана
- Теби певам ове ноћи
- Заплела се коса девојачка
- А куде си била, мори Каракоцо
- Свако брине бригу своју
- Нема старог Циганина